# Deltochilini

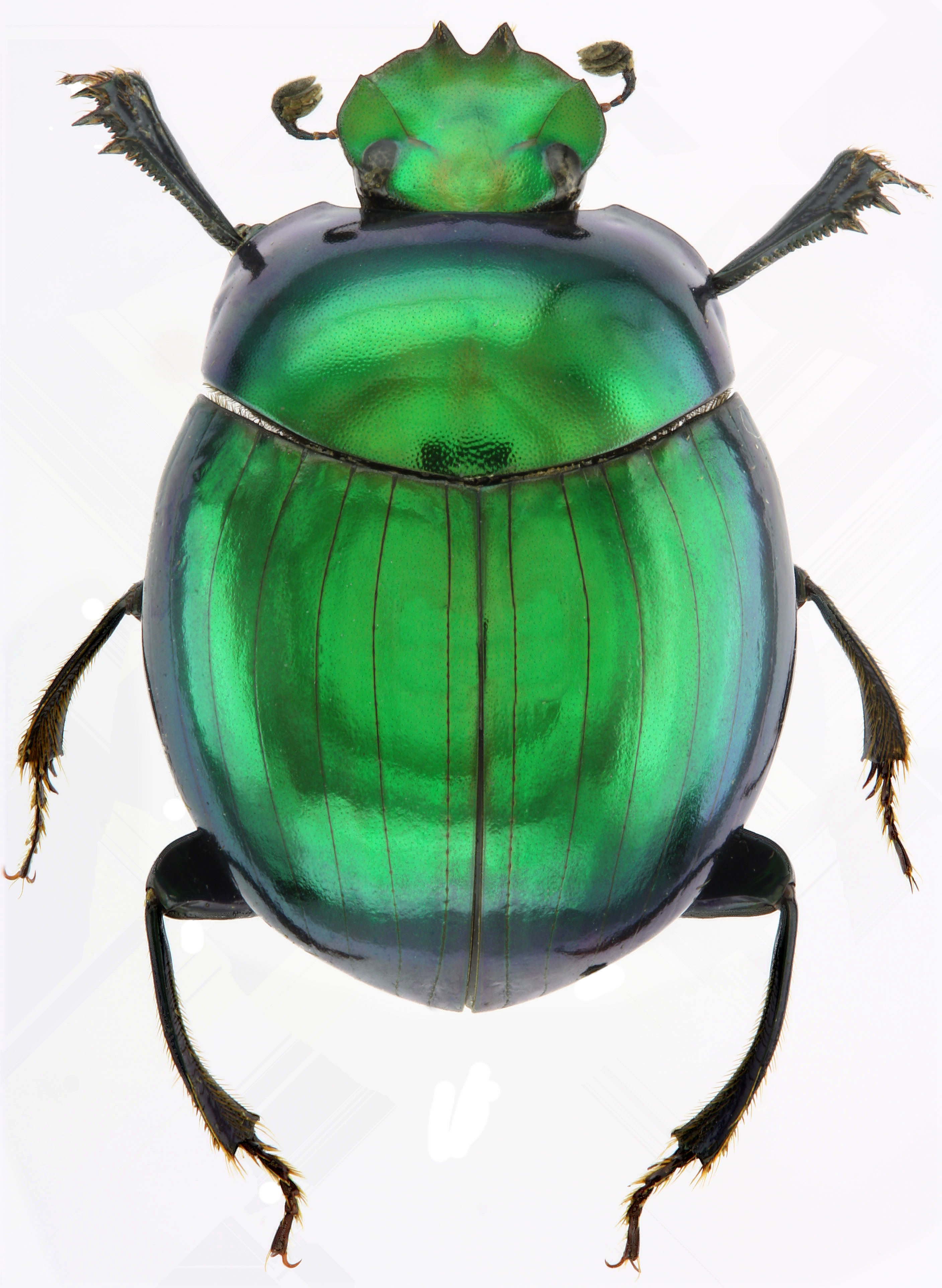
Epilissus splendidus

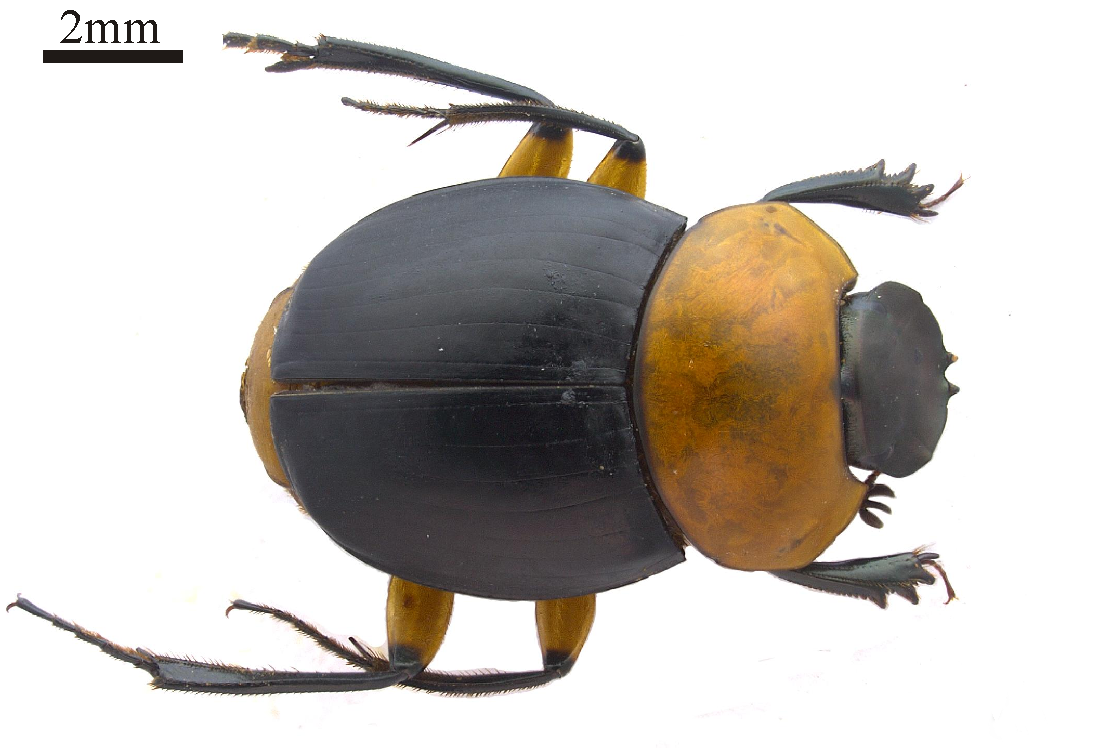
Scybalocanthon korasakiae

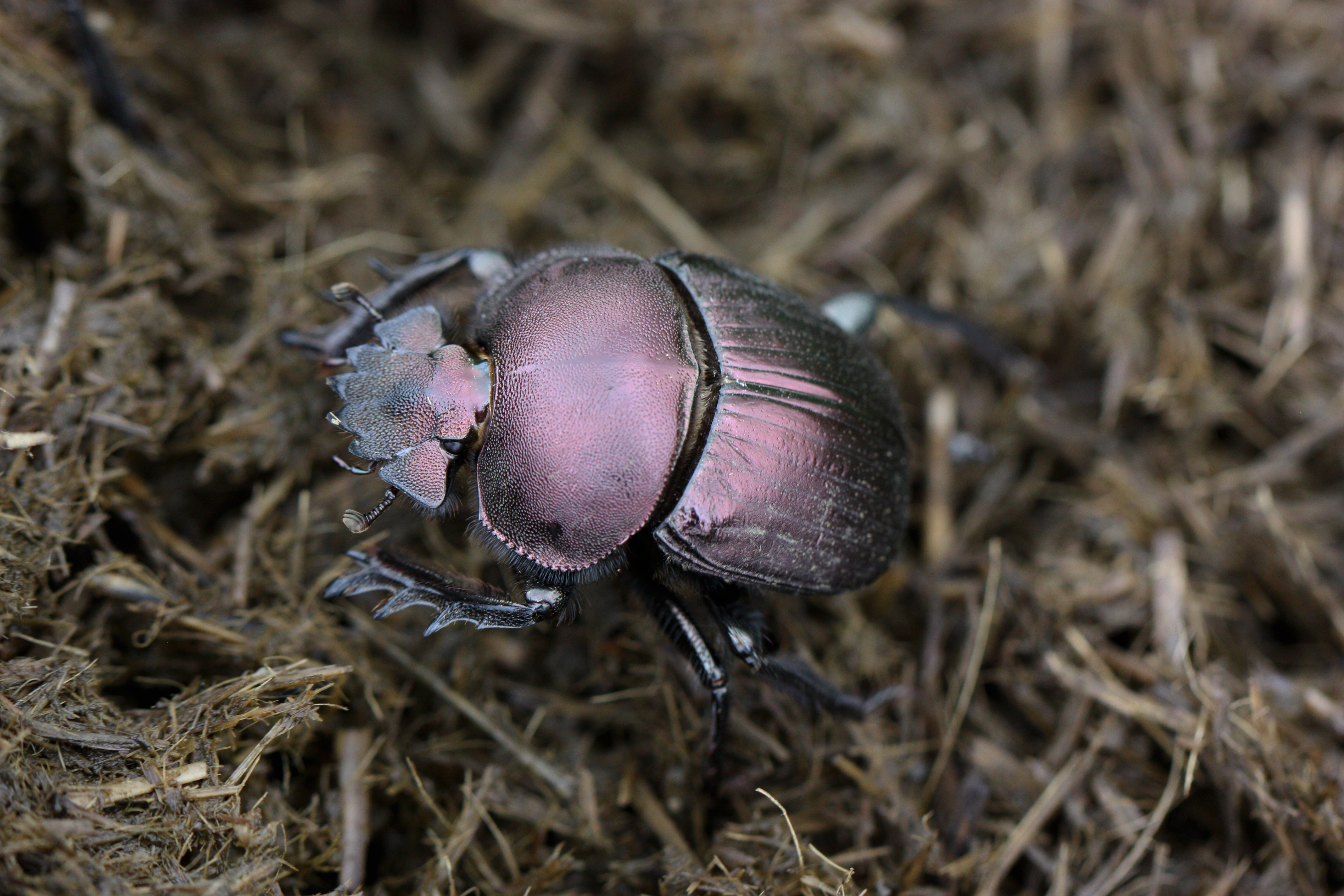
Anachalcos convexus

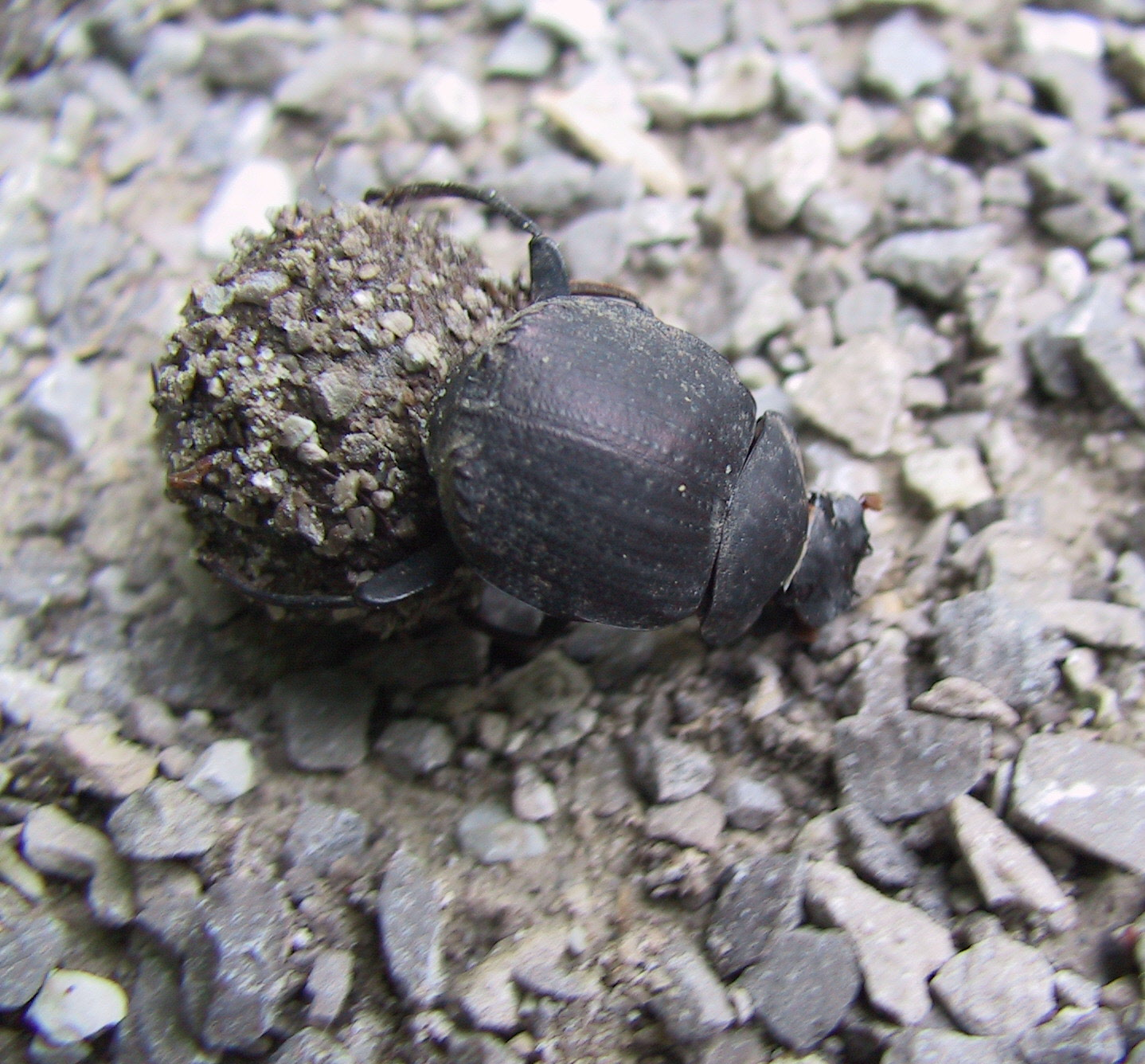
Deltochilum gibbosum

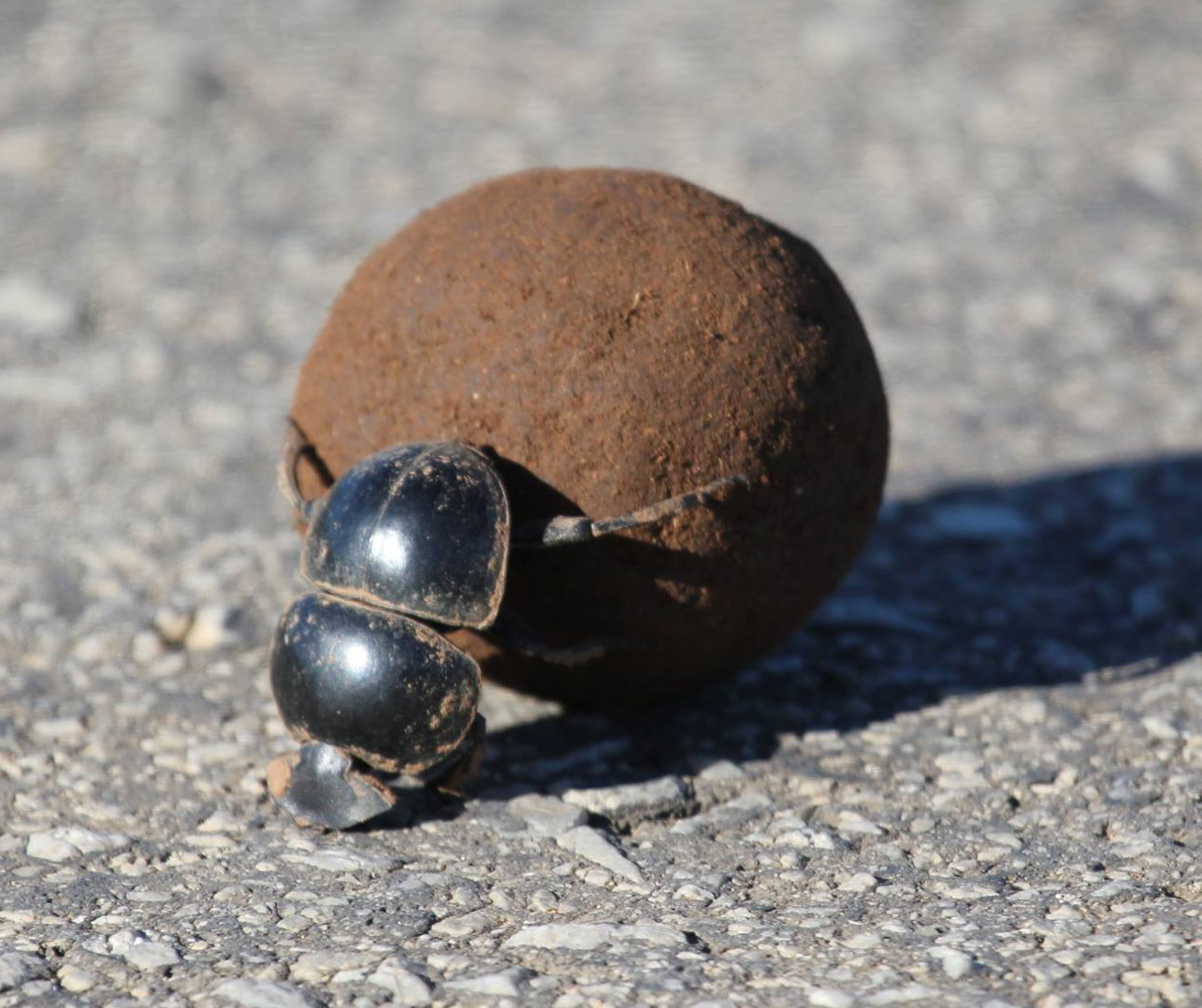
Circellium bacchus

Deltochilini – plemię chrząszczy z rodziny poświętnikowatych i podrodziny Scarabaeinae. Obejmuje ponad 800 opisanych gatunków, zgrupowanych w około 120 rodzajach.

## Morfologia
Chrząszcze o ciele długości od 2 do 25 mm, w zarysie okrągławym do owalnego. Dymorfizm płciowy jest w tej grupie słabo zaznaczony. Na głowie i przedpleczu brak jest u nich rogów, żeberek czy listewek. Czułki zbudowane są z dziewięciu członów. Ukryty pod rozbudowanym nadustkiem aparat gębowy ma błoniaste, blaszkowate żuwaczki. Odnóża środkowej pary mają szeroko rozstawione biodra oraz smukłe, zakrzywione i nieco tylko ku szczytowi rozszerzone golenie. Odnóża tylnej pary mają golenie podobnie zbudowane, zakrzywione i chude z lekko rozszerzonym wierzchołkiem. Odwłok ma pygidium niezasłonięte pokrywami.

## Ekologia i występowanie
W plemieniu dominują gatunki żerujące na odchodach (koprofagiczne), ale występują też takie żerujące na padlinie (nekrofagiczne) czy grzybach (mykofagiczne), a wśród form o drobniejszych wymiarach częste jest żerowanie na ściółce i martwej materii roślinnej (saprofagia). Większość prowadzi dzienny tryb życia. Osobniki dorosłe większości gatunków formują z odchodów lub padliny kule, które toczą na pewną odległość, po czym zagrzebują w norkach, gdzie służyć będą za pokarm dla larw.
Plemię kosmopolityczne, szczególnie licznie reprezentowane w Ameryce, Australii i na Madagaskarze.

## Taksonomia
Takson ten wprowadzony został w 1856 roku przez Jean Théodore’a Lacordaire’a pod nazwą Deltochilides. Przez dłuższy czas funkcjonował w literaturze pod nazwą Canthonini, wprowadzoną w 1875 roku przez Johana Wilhelma van Lansberge’a jako Canthonides i później skorygowaną przez Louisa Alberta Péringuey’a. W 2006 roku Andrew B.T. Smith sugerował możliwość zachowania nazwy Canthonini jako ważnej, mimo bycia przez nią młodszym synonimem, powołując się na artykuł 35.5 ICZN. Późniejsi autorzy zwrócili jednak uwagę, że artykułu tego nie można zastosować gdy dwie nazwy konkurują o tę samą rangę, w związku z czym za ważną uznaje się nazwę Deltochilini.
Do plemienia tego należy ponad 800 opisanych gatunków, zgrupowanych w około 120 rodzajach, w tym:

- Agamopus Bates, 1887
- Amphistomus van Lansberge, 1871
- Anachalcos Hope, 1837
- Anisocanthon Martínez & Pereira, 1956
- Aphengoecus Péringuey, 1901
- Apotolamprus Olsoufieff, 1947
- Aptenocanthon Matthews, 1974
- Apterepilissus Montreuil, 2011
- Arachnodes Westwood, 1837
- Atlantemolanum González-Alvarado, Molano-Rendón & Vaz-de-Mello, 2019
- Aulacopris White, 1859
- Baloghonthobium Paulian, 1986
- Bohepilissus Paulian, 1975
- Boletoscapter Matthews, 1974
- Caeconthobium Paulian, 1984
- Cambefortantus Paulian, 1986
- Canthochilum Chapin, 1934
- Canthodimorpha Davis, Scholtz & Harrison, 1999
- Canthon Hoffmannsegg, 1817
- Canthonella Chapin, 1930
- Canthonidia Paulian, 1939
- Canthonosoma MacLeay, 1871
- Canthotrypes Paulian, 1939
- Cephalodesmius Westwood, 1841
- Circellium Latreille, 1825
- Coproecus Reiche, 1841
- Cryptocanthon Balthasar, 1942
- Deltepilissus Silvério Pereira, 1949
- Deltochilum Eschscholtz, 1822
- Diorygopyx Matthews, 1974
- Dwesasilvasedis Deschodt & Scholtz, 2008
- Epactoides Olsoufieff, 1947
- Epilissus Reiche, 1841
- Epirinus Reiche, 1841
- Eudinopus Burmeister, 1840
- Falsignambia Paulian, 1987
- Grebennikovius Mlambo, Scholtz & Deschodt, 2019
- Gyronotus van Lansberge, 1874
- Hammondantus Cambefort, 1978
- Hansreia Halffter & Martínez, 1977
- Hypocanthidium Balthasar, 1938
- Ignambia Heller, 1916
- Isacanthon Pacheco & Vaz-de-Mello, 2019
- Janssensantus Paulian, 1976
- Labroma Sharp, 1873
- Lepanus Balthasar, 1966
- Madaphacosoma Paulian, 1975
- Malagoniella Martínez, 1961
- Matthewsius Gunter & Weir, 2017
- Megathopa Eschscholtz, 1822
- Megathoposoma Balthasar, 1939
- Melanocanthon Halffter, 1958
- Mentophilus Laporte de Castelnau, 1840
- Monoplistes van Lansberge, 1874
- Monteithocanthon Gunter & Weir, 2017
- Nanos Westwood, 1843
- Nesovinsonia Martínez & Pereira, 1959
- Ochicanthon Vaz-de-Mello, 2003
- Onthobium Reiche, 1860
- Panelus Lewis, 1895
- Paracanthon Balthasar, 1938
- Parachorius Harold, 1873
- Paracryptocanthon Howden & Cook, 2002
- Paraphacosomoides Balthasar, 1969
- Paronthobium Paulian, 1984
- Penalus Paulian, 1985
- Phacosomoides Martínez & Pereira, 1959
- Pseudignambia Paulian & Pluot-Sigwalt, 1984
- Pseudocanthon Bates, 1887
- Pseudonthobium Paulian, 1984
- Pseudophacosoma Paulian, 1975
- Pycnopanelus Arrow, 1931
- Saphobiamorpha Brookes, 1944
- Saphobius Sharp, 1873
- Sauvagesinella Paulian, 1934
- Scatonomus Erichson, 1835
- Scybalocanthon Martínez, 1948
- Scybalophagus Martínez, 1953
- Sikorantus Paulian, 1976
- Sinapisoma Boucomont, 1928
- Sphaerocanthon Olsoufieff, 1947
- Streblopus Lansberge, 1874
- Sylvicanthon Halffter & Martínez, 1977
- Tanzanolus Scholtz & Howden, 1987
- Temnoplectron Westwood, 1841
- Tesserodon Hope, 1837
- Tesserodoniella Vaz-de-Mello & Halffter, 2006
- Tetraechma Blanchard, 1843
- Vulcanocanthon Pereira & Martinez, 1960
- Xenocanthon Martínez, 1952
- Zonocopris Arrow, 1932